# Felsőjánosfa
Felsőjánosfa é um município da Hungria, situado no condado de Vas. Tem 3,06 km² de área e sua população em 2015 foi estimada em 175 habitantes.